# Gud skapade de klara vattnen
Gud skapade de klara vattnen  är en svensk psalm från 1970 med text av Olov Hartman och musik av Bertil Hallin. Texten är hämtad ur Första Moseboken 1. Nionde versen är hämtad ur Matteusevangeliet 13:28, tionde versen är hämtad ur Apostlagärningarna 10:38 och elfte versen är hämtad ur Första Korintierbrevet 11:23-25.
Psalmen skrevs ursprungligen som inledningssång i ”Miljövesper”, en av två nya gudstjänstformer som växte fram i Sigtunastiftelsens konstnärskommitté 1970. Den trycktes först i häftet ”Miljövesper / Mässa och meditation” (Verbum, Sthlm 1971) och ingick redan i 1976 års försökshäfte ”Psalmer och visor” innan den togs in i ”Den Svenska Psalmboken 1986” som psalm 587. 
Psalmen har blivit mycket spridd och återfinns i bl.a. ”Psalmer och Sånger” (nr 359), ”Nya Barnpsalmboken” (Libris, 2001), ”Miljölåtar i körsättning” (Olausson, 1992), ”Kör för alla” (Gehrmans, 1997) m.fl. Den har också fått stor spridning utanför Sverige och ingår bl.a. i ”El Himnario” (Church Publishing Incorporated, USA), ”In Spirit and in Truth” (World Council of Churches, Australien, Schweiz, USA), ”Konfirmationslärobok” (The United Church of Canada) m.fl

## Publicerad i
- Herren Lever 1977 som nummer 926 under rubriken "Tillsammans i världen - Jorden är Herrens".[2]
- Psalmer och Sånger 1987 som nr 359 under rubriken "Fader, Son och Ande - Gud, vår Skapare och Fader".[1]